# Eugenia scortechinii
Syzygium scortechinii là một loài thực vật thuộc họ Myrtaceae. Loài này có ở Malaysia và Singapore.